# پالرمو ۱۰۰۰۱
سیارک ۱۰۰۰۱ (به انگلیسی: 10001 Palermo، نام‌گذاری: 1969TM1) ده هزار و یکمین سیارک کشف شده‌است که در ۰۸ اکتبر ۱۹۶۹ کشف شد.
قدر مطلق سیارک برابر ۱۳٫۹۰ است.